# Eugene McCarthy
Eugene Joseph McCarthy (ur. 29 marca 1916 w Watkins, Minnesota, zm. 10 grudnia 2005 w Waszyngtonie) – amerykański polityk, działacz Partii Demokratycznej, deputowany do Izby Reprezentantów, senator, kandydat w prawyborach Partii Demokratycznej i niezależny kandydat w wyborach prezydenckich.
Pochodził z katolickiej rodziny o korzeniach irlandzkich ze strony ojca, Michaela J. McCarthy’ego, i niemieckich ze strony matki, Anny z d. Baden. Studiował na University of Minnesota, pracował jako nauczyciel, a później także wykładowca uniwersytecki ekonomii i pedagogiki. W latach 1949–1959 zasiadał w Izbie Reprezentantów, w 1959 został senatorem. Był przeciwnikiem noszącego to samo nazwisko inicjatora dekomunizacji amerykańskiej Josepha McCarthy’ego. W ciągu kilkunastu lat w Senacie USA brał udział w pracach komisji spraw zagranicznych i z czasem zyskał opinię czołowego polityka antywojennego w Partii Demokratycznej.
W 1960 w prawyborach prezydenckich Partii Demokratycznej wspierał liberalnego kandydata Adlai Stevensona, który jednak musiał ustąpić miejsca Johnowi Kennedy’emu. W 1968 McCarthy sam spróbował swoich sił w walce o nominację Partii Demokratycznej; w marcu t.r. wygrał prawybory w stanie New Hampshire pod hasłem szybkiego zakończenia wojny w Wietnamie. Rezultat ten, przy jednoczesnym zgłoszeniu się popularnego Roberta Kennedy’ego, przyczynił się do rezygnacji z ubiegania się o reelekcję przez Lyndona Johnsona. Ostatecznie kandydatem demokratów – po zabójstwie Kennedy’ego w czerwcu 1968 – został wiceprezydent Hubert Humphrey, który w wyborach uległ Richardowi Nixonowi.
McCarthy pełnił mandat senatora do 1971. Zajął się następnie publicystyką polityczną, ale w 1972 ponownie zgłosił swoją kandydaturę w prawyborach Partii Demokratycznej. Po porażce opuścił szeregi partii i cztery lata później wystartował w wyborach jako kandydat niezależny, zdobywając ok. 740 tysięcy głosów (mniej niż 1%). W 1982 bez powodzenia ubiegał się o ponowny wybór do Senatu. W 1988 startował w wyborach prezydenckich wspierany przez blok małych lewicowych partii, m.in. Partii Postępowej Minnesoty i Partii Konsumenckiej Pensylwanii. Powrócił następnie do Partii Demokratycznej i po raz trzeci ubiegał się o partyjną nominację w 1992, ale został wykluczony z grona kandydatów przez władze partyjne. W 2000 był aktywny w kampanii na rzecz dopuszczenia do prezydenckich debat telewizyjnych kandydata Partii Zielonych, Ralpha Nadera.
Kontynuował w tym okresie działalność publicystyczną; w latach 70. był profesorem nauk politycznych w New School of Social Research. Opublikował kilkanaście książek, głównie poświęconych polityce, ale także m.in. zbiór wierszy.